# Burchardiflut

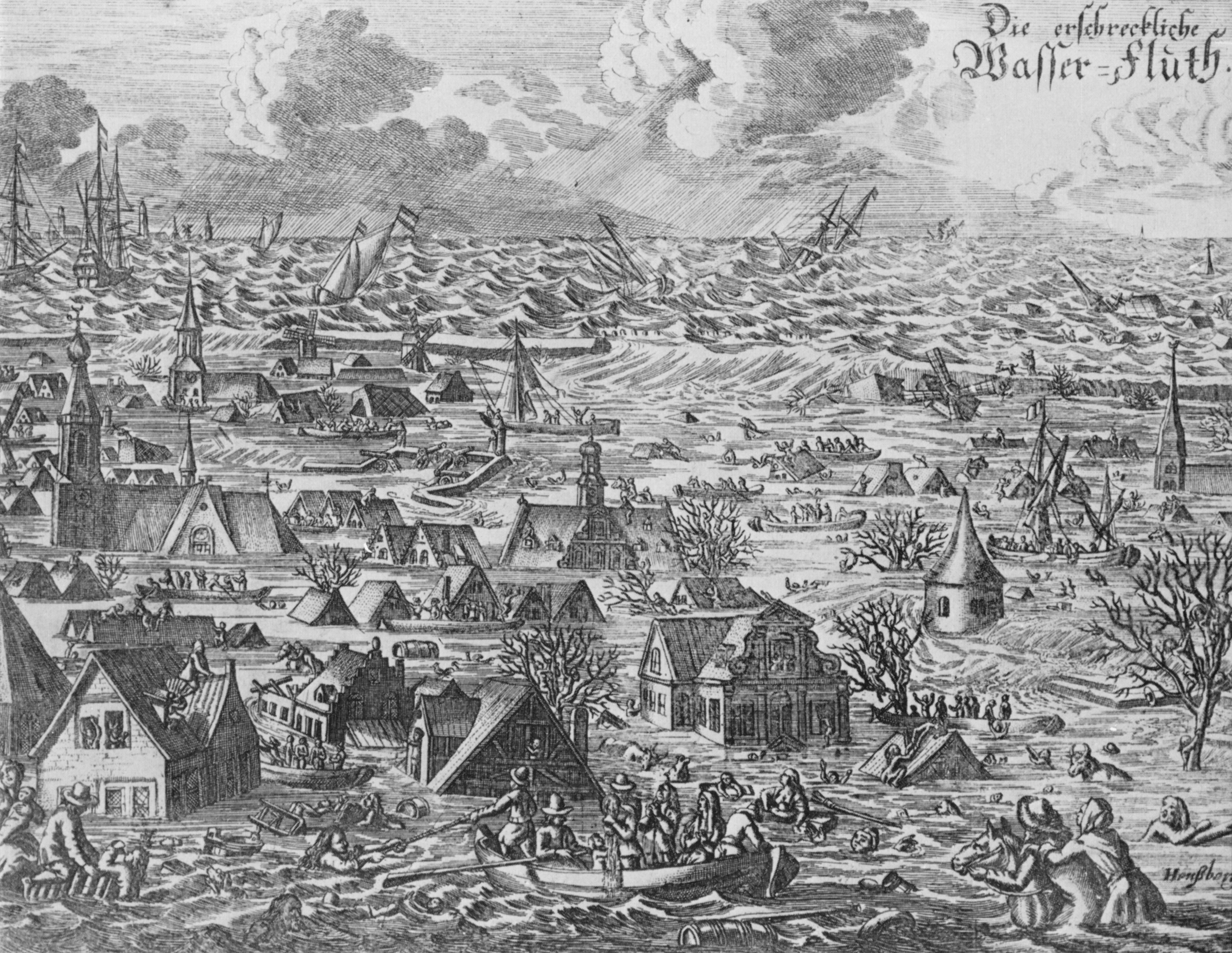
Die erschreckliche Wasser-Fluth. Zeitgenössische Darstellung der Burchardiflut (Kupferstich)

Die Burchardiflut war eine verheerende Sturmflut, die in der Nacht vom 11. auf den 12. Oktober 1634 die Nordseeküste zwischen Ribe und Brunsbüttel verwüstete. Ihr fielen mindestens 11 bis 12.000 Menschen zum Opfer. Der zeitgenössisch hochgerechneten Zahl von (gut) 15.000 lässt sich nicht belegen. In Flugschriften wird sogar von 30.000 Opfern geredet, was zu der Zeit auch selbst angezweifelt wurde. Die schwersten Schäden entstanden in Nordfriesland, wo Wasser und Wind insbesondere Eiderstedt verheerenden Schaden zufügten und große Teile der Insel Alt-Nordstrand und Pellworm im Meer untergingen. In die benachbarten Regionen Sønderjylland und Dithmarschen waren die Schäden ebenfalls beträchtlich.
Nach der Zweiten Marcellusflut von 1362 ging die Burchardiflut als eine weitere Grote Mandrenke (etwa „großes Menschenertrinken“) in die Geschichte ein. Die Flut wurde, wie andere Fluten auch, nach einem Heiligen benannt: der 14. Oktober ist der Gedenktag des Bischofs Burkhard von Würzburg. Ob die Zuordnung zum Tage "Tage Burchardi" auch volkssprachlich verbreitet war, ist jedoch unsicher.
Die Katastrophe wurde zunächst als Große Nordstrandische Flut bekannt. Der Namen Burchardiflut hat sich angeblich erst im Laufe des 20. Jahrhunderts durchgesetzt. Das gilt auch der Andeutung als "zweite große Manndränke".

## Vorgeschichte
Die Burchardiflut war die letzte in einer Reihe von Sturmfluten, die im ersten Drittel des 17. Jahrhunderts die schleswig-holsteinische Küste heimsuchten und schwere Verluste brachten. Dort, wo der Heverstrom nördlich des ehemaligen Rungholts auf die Insel Strand stieß, hatte Anfang des Jahrhunderts ein Kirchspiel aufgegeben werden müssen. 1615 war Rickelsbüll, der westlichste Ort der Wiedingharde, untergegangen. 1625 hatten große Eisschollen während der sogenannten Eisflut Schäden an den Deichen hinterlassen. Die Chroniken berichten in den Jahren vor 1634 von mehreren Deichbrüchen bei Sommerfluten. Die Tatsache, dass selbst im Sommer die Deiche nicht mehr hielten, weist auf ihren damals schlechten Erhaltungszustand hin; durch die sommerlichen Flutschäden wurden die Deiche weiter geschwächt. Verschärfend kam hinzu, dass Entwässerung und Austrocknung des Moorbodens das Niveau des eingedeichten Landes unter den Meeresspiegel hatten absinken lassen. Das Vorland der Halligen wurde dazu durch Salztorfabbau beeinträchtigt.
Die Flut traf die schleswig-holsteinische Westküste in einer Zeit ökonomischer Schwäche. Eine Pestepidemie, die zahlreiche Einwohner das Leben gekostet hatte, war 1603 über das Land gezogen. Zudem fiel die Flut in die Zeit des Dreißigjährigen Kriegs, von dem auch die schleswig-holsteinische Küste nicht verschont blieb. Insbesondere auf Alt-Nordstrand (auch Strand genannt) war es in den Jahren 1628/1629 zu Kämpfen zwischen den Einwohnern und den Truppen des schleswig-holstein-gottorfschen Herzogs Friedrich III. gekommen. Die Nordstrander wehrten sich gegen herzogliche Eingriffe in ihre Wehrverfassung und gegen die Zwangseinquartierung von Soldaten. Unterstützt von einem dänischen Flottenkommando schlugen sie zuerst sowohl ein kaiserliches und dann ein herzogliches Heer zurück. Um 1629 wurden sie besiegt. Die Insel und auch die Instandhaltung der Küstenschutzanlagen litten unter diesen Kämpfen.

## Verlauf

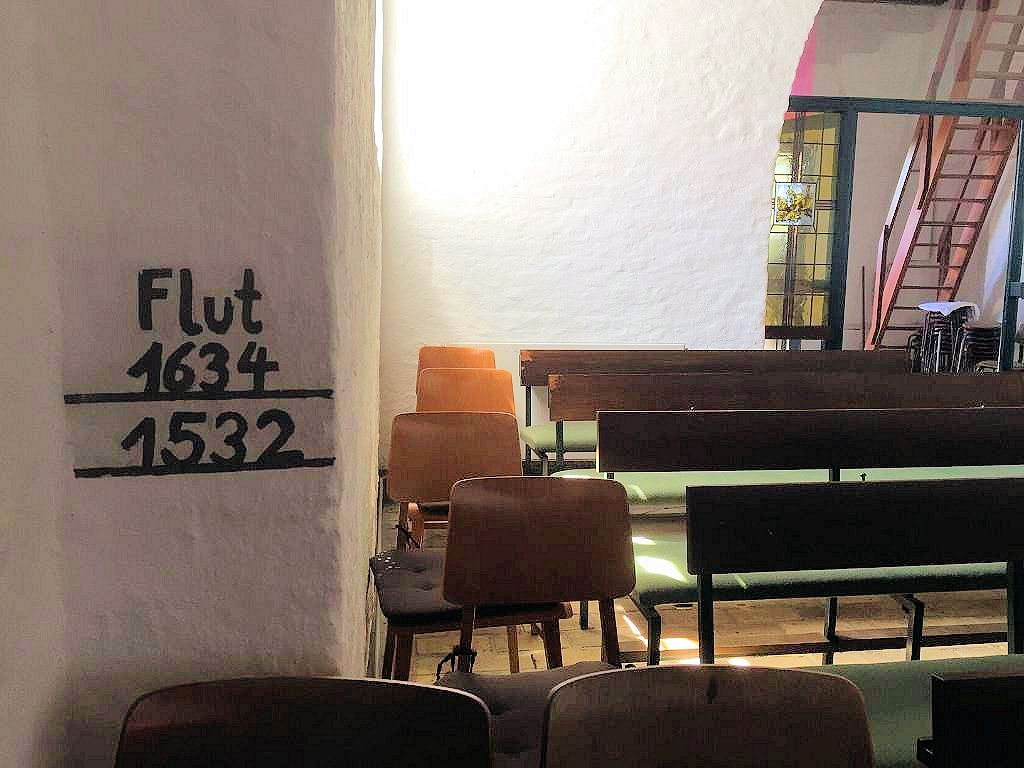
Flutmarken von 1532 und 1634 in der Kirche in Klixbüll

Nachdem in den Tagen vor der Flut ruhiges Wetter geherrscht hatte, zog am 11. Oktober ein kräftiger Sturm aus Osten herauf, der sich im Laufe des Abends nach Südwest drehte und sich immer weiter zu einem Orkan aus Nordwest entwickelte. Wahrscheinlich handelte es sich um ein Sturmtief des Jütland-Typs, das auf kleinem Raum und für relativ kurze Zeit sehr hohe Windgeschwindigkeiten erreichte. Der ausführlichste Augenzeugenbericht stammt vom niederländischen Wasserbauingenieur Jan Adriaanszoon Leeghwater, der beauftragt war, einen Teil der Dagebüller Bucht vom Meer zu gewinnen.
gegen den Abend [hat] sich ein großer Sturm und Unwetter von Südwest her aus der See erhoben […] Da begann der Wind aus dem Westen so heftig zu wehen, daß kein Schlaf in unsere Augen kam. Als wir ungefähr eine Stunde auf dem Bett gelegen hatten, sagte mein Sohn zu mir „Vater, ich fühle das Wasser auf mein Angesicht tropfen“. Die Wogen sprangen am Seedeich in die Höhe auf das Dach des Hauses. Es war ganz gefährlich anzuhören.
Leeghwater und sein Sohn flüchteten über den Deich in das höher gelegene Herrenhaus, während das Wasser bereits ungefähr die Höhe der Deichkrone erreicht hatte. Im Haus befanden sich 38 Personen, davon 20 Flüchtlinge aus niedrig gelegenen Gegenden. Er fuhr fort:
Der Wind drehte sich ein wenig nach Nordwesten und wehte platt gegen das Herrenhaus, so hart und steif, wie ich’s in meinem Leben nicht gesehen habe. An einer starken Tür, die an der Westseite stand, sprangen die Riegel aus dem Pfosten von den Meereswogen, so daß das Wasser das Feuer auslöschte und so hoch auf den Flur kam, daß es über meine Kniestiefel hinweglief, ungefähr 13 Fuß höher als das Maifeld des alten Landes […] Am Nordende des Herrenhauses, welches dicht am Seetief stand, spülte die Erde unter dem Haus weg […] Infolgedessen barst das Haus, die Diele und der Boden auseinander […] Es schien nicht anders als solle das Herrenhaus mit allen, die darin waren, vom Deich abspülen. Des Morgens […] da waren alle Zelte und Hütten weggespült, die auf dem ganzen Werk waren, sechs- oder siebenunddreißig an der Zahl, mit allen Menschen, die darin waren. […] Große Seeschiffe waren auf dem hohen Deich stehengeblieben, wie ich selber gesehen habe. Mehrere Schiffe standen in Husum auf der hohen Straße. Ich bin auch den Strand allda geritten, da hab ich wunderliche Dinge gesehen, viele verschiedene tote Tiere, Balken von Häusern, zertrümmerte Wagen und eine ganze Menge Holz, Heu, Stroh und Stoppeln. Auch habe ich dabei so manche Menschen gesehen, die ertrunken waren.
Der Augenzeuge Peter Sax aus Koldenbüttel auf Eiderstedt beschrieb das Szenario:
[…] um sechs Uhr am abend fing Gott der Herr aus dem Osten mit Wind und Regen zu wettern, um sieben wendete er den Wind nach dem Südwesten und ließ ihn so stark wehen, daß fast kein Menschen gehen oder stehen konnte, um acht und neun waren alle Deiche schon zerschlagen […] Gott der Herr ließ donnern, regnen, hageln, blitzen und den Wind so kräftig wehen, daß die Grundfeste der Erde sich bewegten […] um zehn Uhr war alles geschehen.
Im Zusammenwirken mit einer halben Springflut drückte der Wind das Wasser mit einer solchen Gewalt in die Rungholter Bucht auf Alt-Nordstrand, dass gegen zehn Uhr abends der erste Deich im Kirchspiel Stintebüll brach. Wenig später drehte der Wind nach Nordwest. Das Wasser erreichte etwa zwei Stunden nach Mitternacht seinen Höchststand. Zeitgenössische Berichte sprechen für das Festland von etwa vier Metern über dem mittleren Tidehochwasser, nur wenig unter dem höchsten Stand einer bisher wissenschaftlich gemessenen Sturmflut: Die Flut von 1976 erreichte in Husum die Marke von 4,11 Meter über dem mittleren Tidehochwasser. Das Wasser stieg so hoch, dass nicht nur zahlreiche weitere Deiche brachen, sondern auch Häuser in der flachen Marsch und selbst auf Warften überflutet wurden. Häuser stürzten ein, in anderen brachen durch außer Kontrolle geratenes Feuer Brände aus.

## Direkte Folgen

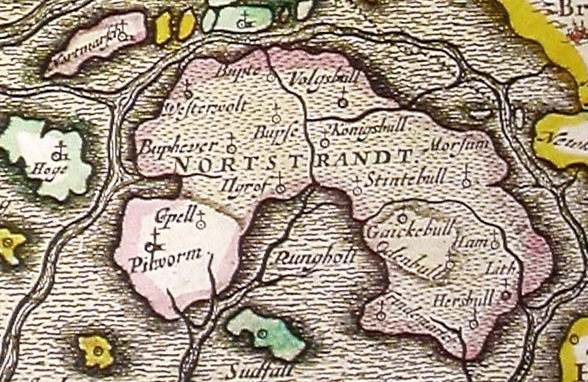
Alt-Nordstrand auf der Karte von Johannes Blaeu, 1662. Die alten Umrisse sind noch eingezeichnet, ein Großteil der Insel ist aber schon als unter Wasser liegend gekennzeichnet

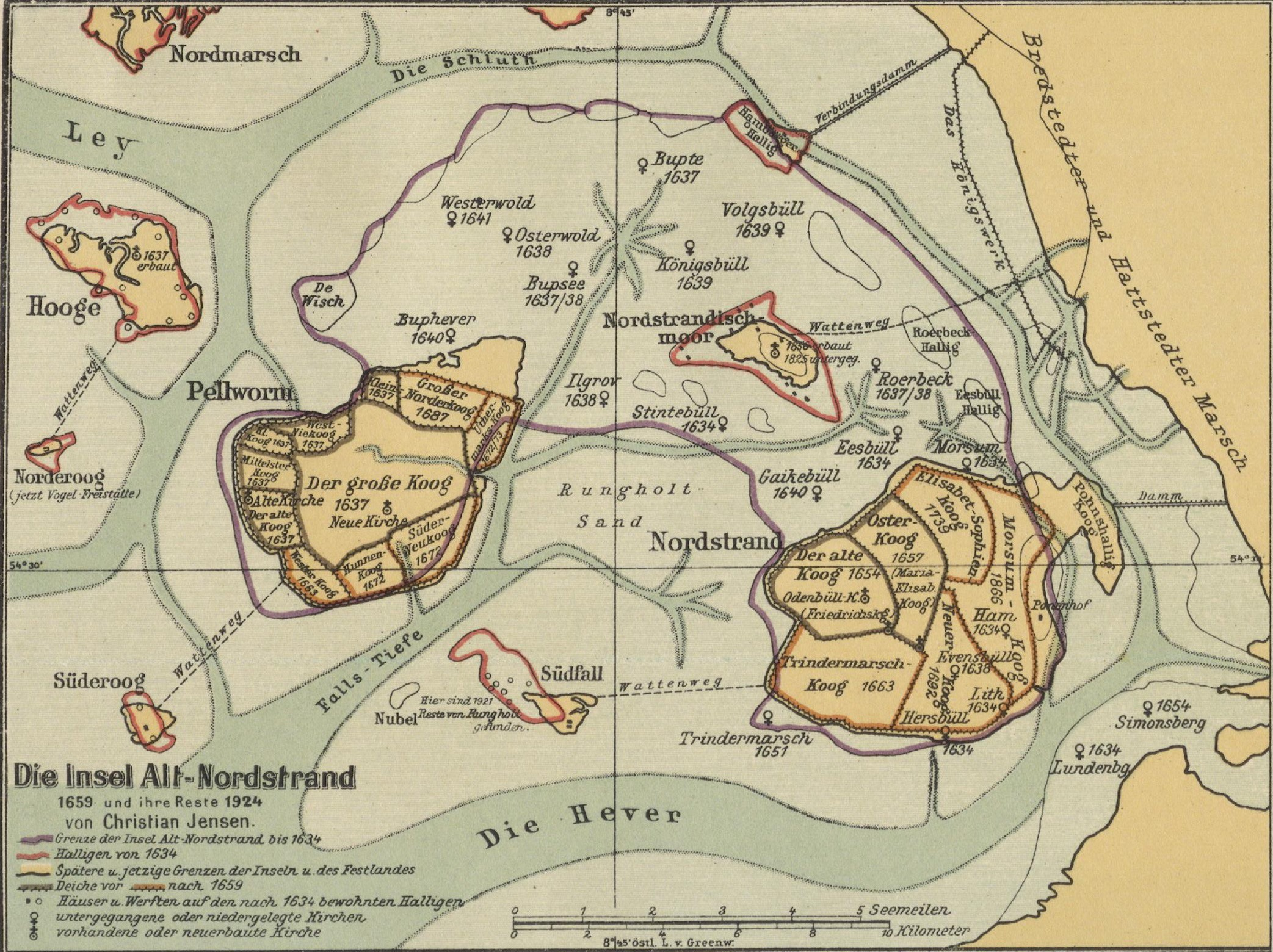
Karte von Christian Jensen zur Situation vor der Burchardiflut 1634 und 1924

Die Deiche brachen in dieser Nacht an mehreren hundert Stellen. Schätzungen der gesamten Opferzahlen schwanken zwischen 8000 und 15.000. Davon ein wichtiger Teil in Eiderstedt und auf Nordstrand, dessen Zahl durch zeitgenössische Quellen und den Vergleich mit Einwohnerregistern gesichert ist. Die tatsächliche Zahl liegt wahrscheinlich weit höher als die verzeichneten Zahlen, da laut Anton Heimreichs Nordfresischer Chronik zu dieser Zeit „viele fremde Drescher und Arbeitsleute im Lande gewesen, von deren Anzahl man so eben keine Gewissheit hat haben können.“
Allein auf Strand kamen durch die 44 Deichbrüche mindestens 6123 Menschen um, das entsprach etwa zwei Drittel der Inselbevölkerung. Darüber hinaus ertranken 50.000 Stück Vieh. Das Wasser zerstörte 1300 Häuser und 30 Mühlen; alle 21 Kirchen auf Strand wurden schwer beschädigt, 17 davon völlig zerstört. Fast der gesamte frisch abgeerntete Jahresertrag der Felder ging verloren. Die Insel Strand wurde in die später wiedereingedeichten Inseln (Neu)-Nordstrand und Pellworm sowie die Halligen Südfall und Nordstrandischmoor zerrissen, die Halligen Nübbel und Nieland versanken ins Meer.
Auf Eiderstedt starben laut Anton Heimreichs Nordfresischer Chronik 2107 Menschen, 12.802 Stück Vieh ertranken, 664 Häuser wurden durch die Flut zerstört. Anton Heimreich zählte für Dithmarschen 383 Tote, die sich auf das Kirchspiel Büsum und die Gebiete entlang der Eidermündung konzentrierten, wo 168 Menschen starben, 1.360 Stück Vieh verlorengingen und 102 Häuser „weggetrieben“ wurden. Zahlreiche Menschen kamen in den Marschgebieten an der Küste ums Leben, selbst küstenfernere Orte wie Bargum (300 Tote), Breklum, Almdorf oder Bohmstedt blieben nicht ohne Opfer. In Hamburg brachen die Deiche in Hammerbrook und auf Wilhelmsburg. Im heutigen Niedersachsen brach der Deich in Hove auf 900 Metern. Auch in Südwestjütland gab es 6 bis 800 Tote, von denen 200 allein in Ribe. Das Wasser stand 1,70 m hoch im Riber Dom, wo ein Markenzeichen die Scheitelhöhe ermittelt. Auch in der Kirche von Vilslev soll das Wasser 4½ Fuß hoch gestanden haben. Die Flut vernichtete dazu die stattliche Fischersiedlung Sønderside bei Blåvands Huk und machte Langli zur Insel.
Das ehrgeizige Werk der Gottorfer Herzöge, die Dagebüller Bucht durch einen einzigen Damm einzudeichen, das nach zehnjähriger Arbeit auf einem guten Weg schien, scheiterte durch die Flut endgültig. Die Halligen Dagebüll und Fahretoft erlitten große Verluste an Land und Leben. In Ockholm wurde die Kirche zerstört, der Seedeich musste landeinwärts verlegt werden.

## Langfristige Folgen

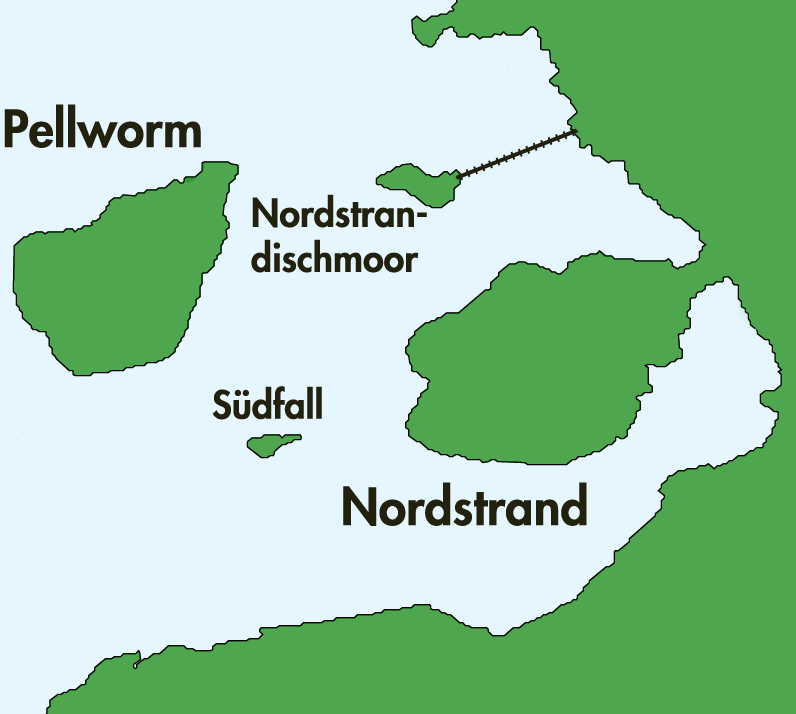
Inseln und Halligen, die aus Alt-Nordstrand entstanden sind

Die Flut wirkte sich insbesondere auf Alt-Nordstrand verheerend aus, da dort große Teile des Landes unterhalb des Meeresspiegels lagen. In den Wochen und Monaten nach der Flut lief das Wasser nicht wieder ab. Der Gezeitenstrom sorgte dafür, dass sich die Deichbrüche im Laufe der Zeit immer weiter vergrößerten und die Strömung teilweise ganze Deichstrecken wegriss. So kam es auch, dass zahlreiche Landflächen, die direkt nach der Flut noch bewirtschaftet wurden, aufgegeben werden mussten, da sie sich gegen das immer wieder eindringende Wasser nicht halten ließen. Salzwasser überspülte immer wieder die Felder, so dass die Nordstrander sie nicht mehr für die Landwirtschaft nutzen konnten.
Matthias Lobedantz, der Pfarrer des nach der Flut aufgegebenen Ortes Gaikebüll, beschrieb die Situation auf Strand nach der Flut:
Wüste liegen mehr denn die halben Wohnstädte, unnd sind die Häuser weggeschölet (weggespült); Wüste stehen die übrigen Häuser, unnd sind Fenstere, Thüren und Wende zerbrochen: Wüste stehen ganze Kirchspielen, unnd sind in etlichen wenig Haußwirthe mehr übrigen: Wüste stehen die Gotteshäuser, unnd sind weder Prediger noch Haußwirthe viel vorhanden, die diesselben Besuchen.
In den folgenden Jahren unternahm der Pastor von Trindermarsch, Johannes Heimreich (1586–1664), der Vater des Chronisten Anton Heimreich, zusammen mit dem Landschreiber und stellvertretenden Staller Baltzer Novock die Neuordnung der Kirchen- und Landesangelegenheiten. Die Edomsharde und die völlig untergegangene Beltringharde wurden aufgelöst. Bis auf Pellworm und Odenbüll wurden sämtliche Kirchspiele aufgegeben. Für die Überlebenden, die sich auf das zuvor unbewohnte Hochmoor geflüchtet hatten, wurde ein neues Kirchspiel Nordstrandischmoor gegründet, das nach weiteren Sturmfluten 1825 endgültig aufgegeben wurde. Das Inventar der Kirchen, soweit es die Flut überstanden hatte, wurde verkauft. So besitzt die lutherische Kirche von Friedrichstadt die Kanzel der Kirche von Lith und die St.-Nicolai-Kirche von Nordleda einen Flügelaltar einer untergegangenen Kirche. Die häufig mit diesen Neuerwerbungen verbundenen Legenden, dass diese Ausstattungsstücke im Sturm angespült und geborgen wurden, entsprechen nicht der Wahrheit.
Kulturell ging die Alt-Nordstrander Variante des Nordfriesischen verloren. Die Opferzahl war zu groß, zudem zogen viele ehemalige Inselbewohner gegen den Befehl des Herzogs Friedrich III. auf das Festland oder die höher gelegene Hallig Nordstrandischmoor, um sich dort das Leben zu sichern.
Auf Pellworm gelang es schon 1637, 1.800 Hektar Land wieder einzudeichen. In Nordstrand dagegen lebten die zurückgebliebenen Bauern in den Jahren nach der Flut als Halligbauern auf Warften, waren aber kaum in der Lage, ihre Felder zu bestellen, geschweige denn, trotz mehrerer Befehle des Herzogs, die Deiche wiederaufzubauen. Nach Nordstrander Deichrecht verwirkten diejenigen das Recht an Land, die nicht in der Lage waren, es gegen die See zu sichern. Schließlich setzte der Herzog das friesische Gesetz „De nich will dieken, de mutt wieken“ entschieden um, enteignete die ursprünglichen Einwohner und lockte mit einem Oktroy, der den Geldgebern des Deichbaus Landbesitz sowie weitreichende Privilegien wie die Gerichts- und Polizeihoheit in den gewonnenen Kögen versprach, ausländische Investoren wie den niederländischen Unternehmer Quirinus Indervelden an, der, finanziert mit niederländischem Geld und mit Hilfe gelernter Arbeiter aus Brabant, 1654 den ersten Deich um den Alterkoog errichten konnte. 1657 folgte der Osterkoog, 1663 der Trindermarschkoog.
Von der Ansiedlung der Niederländer zeugt noch die alt-katholische Gemeinde. Den katholischen Niederländern war erlaubt worden, ihre Religion im lutherischen Dänemark zu behalten und eine eigene Kirche zu errichten. Bis 1870 hielten die Pfarrer dort die Predigt noch in Niederländisch.
Durch zusätzlichen Landgewinn in den folgenden Jahrhunderten haben beide Inseln heute zusammen etwa 9.000 Hektar Fläche, etwa ein Drittel des Gebiets von Alt-Nordstrand. Zwischen den Inseln bildete sich die Norderhever, ein Gezeitenstrom, der sich in den letzten 370 Jahren bis zu 30 Meter tief in das Watt gegraben hat und immer wieder droht, die Sockel der beiden Inseln anzugreifen.

## Rezeption
Die Menschen der damaligen Zeit konnten sich die Flut nur im Rahmen ihres an der christlichen Lehre orientierten Weltbildes vorstellen. Wie andere Katastrophen wurde die Burchardiflut in Predigten und anderen Schriften rezipiert und als besondere Strafe Gottes gedeutet. Dabei wurde die Schilderung der Katastrophe oft mit einem Aufruf zur Buße verbunden. Am weitesten ging dabei die evangelische Schwärmerin und Dichterin Anna Ovena Hoyer, die die Burchardiflut, die sie im Dachgeschoss des überfluteten Tönninger Schlosses überlebt hatte, im Zusammenhang mit dem Dreißigjährigen Krieg als Anfang der nahenden Apokalypse deutete. Dass auch von den Nordstrander Predigern nur wenige überlebt hatten, sah sie als Bestätigung ihrer Kritik an der bestehenden Kirche.

## Flugschriften
- [Volkmar Jessen]: Copia Eines Schreibens aus Holstein, Darinnen Von dem großen Sturm und Wasserfluth, So den II. Octobris in der BurchardtsNacht geschehen … o. O., 1636 (Digitalisat)
- Matthias Lobedantz: Ach und Sache Des im Wasser ertrunckenen Marschlandes Nord Strandt. Das ist: Von der übergrossen und grawsamen Wasserfluth, Welche … zu Nacht zwischen den 11. und 12. Octobr. dieses Jahrs, in den reichen schönen Marschländern der beyden Fürstenthümben Schleswig und Holstein grossen Jam[m]er angerichtet … Hamburg: Werner, 1634 (Digitalisat)
- Lobbe Obbesen: Ein Nyes Klage Leedt, van der grüwlicken unde ersckrecklyken groten Waterfloth, so sick begeven und tho gedragen hefft, in dem Jahre nach Christi Gebordt 1634. twisschen den elfften unde twefften October in der Nacht in unsem Lande Nordt Strande … Gedrückt im Jahr 1636. (Digitalisat)